# C/2012 K8 (Lemmon)
C/2012 K8 (Lemmon) — одна з гіперболічних комет. Ця комета була відкрита 30 травня 2012 року; вона мала 19.5m на час відкриття.